# Germán Andrés Hornos Correa
Germán Andrés Hornos Correa (San José de Mayo, 21 d'agost de 1982) és un futbolista uruguaià, que ocupa la posició de davanter. Ha estat internacional absolut amb la selecció del seu país.

## Clubs
- 2002-2003: Fénix Montevideo  Uruguai (61 partits, 43 gols)
- 2003-2004: FC Sevilla  Espanya (16 partits, 2 gols)
- 2004-2006 : Real Valladolid  Espanya (16 partits, 8 gols)
- 2006-2007: Bella Vista  Uruguai (4 partits)
- 2007: River Plate  Uruguai (13 partits, 4 gols)
- 2007-2008: Central Español  Uruguai (11 partits, 5 gols)
- 2008-2009: Tacuarembó FC  Uruguai (10 partits, 1 gol)
- 2009- : AC Arles-Avignon  França

## Títols
- Màxim golejador del campionat uruguaià (2002)